# Jessica Sipos
Jessica Sipos (nacida el 14 de agosto de 1984) es una actriz canadiense. Es conocida por interpretar a Sarah en Chesapeake Shores, Hayley en UnREAL  y Cassandra Savage en Legends of Tomorrow de CW.

## Vida y carrera
Sipos nació en Victoria, Columbia Británica. Ella es de ascendencia étnica Húngara de Croacia. Su hermano mayor es el actor Shaun Sipos.
Ha tenido papeles como invitada en la serie de televisión Dark Matter, Wynonna Earp y Leyendas del mañana, así como papeles recurrentes en Ascension y Slasher. Sus papeles cinematográficos han incluido Dead on Campus, Cold Deck, Firmado, sellado, entregado: al altar  y La venganza de una hija. Ella juega el papel principal en la próxima película canadiense Goliath.

## Filmografía

### Películas
| Año  | Título         | Papel        |
| ---- | -------------- | ------------ |
| 2014 | Dead on Campus | Leanna       |
| 2015 | Cold Deck      | Kim          |
| 2019 | Goliath        | Robin Walker |

### Televisión
| Año          | Título                                  | Papel             | Notas                                                         |
| ------------ | --------------------------------------- | ----------------- | ------------------------------------------------------------- |
| 2014         | Ascension                               | Jackie            | 3 episodios                                                   |
| 2015–2017    | Dark Matter                             | Tash              | 4 episodios                                                   |
| 2016         | Slasher                                 | June Henry        | 6 episodios                                                   |
| 2016         | Legends of Tomorrow                     | Cassandra Savage  | Episodio: "Leviathan"                                         |
| 2016         | UnREAL                                  | Hayley            | 4 episodios                                                   |
| 2016         | UnREAL the Auditions                    | Hayley            | Episodio: "Hayley"                                            |
| 2017–2018    | Wynonna Earp                            | Constance Clootie | Episodios: "No Future in the Past", "Waiting Forever for You" |
| 2017–present | Chesapeake Shores                       | Sarah Mercer      | 17 episodios                                                  |
| 2018         | A Daughter's Revenge                    | Elle Spencer      | Película de televisión                                        |
| 2018         | Signed, Sealed, Delivered: To the Altar | Jessica           | Película de televisión                                        |
| 2021         | Charmed                                 | Waverly Jameson   | Temporada 3                                                   |